# Kingsley Jones
Philip Kingsley Brian Jones (Nantyglo, 9 giugno 1969) è un allenatore di rugby a 15 ed ex rugbista a 15 britannico, in carriera attivo come flanker e internazionale per il Galles. Da allenatore è stato commissario tecnico della Russia e dal 2017 guida la nazionale del Canada.

## Biografia
Jones iniziò a giocare nel distretto dove viveva, l'Abertillery prima di passare al Cross Keys e dopo appena una sola stagione passò al più blasonato Pontypridd impegnato in massimo campionato gallese. Nel 1995 Jones si trasferì all'Ebbw Vale con cui si conquistò la convocazione con il Galles. Il 24 agosto 1996 fece il suo debutto internazionale in un test match contro i Barbarians. Fu schierato ancora titolare con la Francia a Cardiff e nel 1998 fu nominato capitano della squadra nazionale impegnata nel tour in Sudafrica. Quella fu l'ultima apparizione internazionale dovuta ad un infortunio.
Per la stagione 1998-99 attraversò il confine e si unì al Gloucester per tre stagioni prima di passare ai Worcester nel 2001. Tornò in Galles una stagione dopo, giocando per Pontypridd, prima di terminare la sua carriera a Doncaster dove aveva il doppio ruolo di giocatore-allenatore.
Dopo il ritiro Philippe Saint-André fu nominato nuovo allenatore dei Sale Sharks il quale integrò nell'organico tecnico anche Jones allenatore degli avanti. A fine stagione gli Sharks arrivarono in semifinale di Premiership mentre vinsero la Challenge Cup 2004-05 battendo Pau in finale. La stagione successiva vinsero il titolo nazionale, battendo in finale Leicester. Conservò il ruolo di assistente fino al 2009 quando Saint-André annunciò le dimissioni, Jones fu quindi promosso a capo-allenatore e si affiancò prima Jason Robinson e poi Mike Brewer. I risultati non furono positivi e nel gennaio 2011, Jones annunciò le dimissioni terminando l'esperienza in Inghilterra.
Lasciata Sale diventò consulente di Nikolay Nerush, allora CT della nazionale russa, in vista della Coppe del mondo 2011. qualche mese dopo Jones diventò l'allenatore della Russia in seguito alle dimissioni di Nerush.
La sua prima partita fu una vittoria per 33-32 in trasferta con il Portogallo valevole per la Campionato europeo 2010-12. Nonostante altre due vittorie con Ucraina e Spagna, la Russia arrivò quarta. Il Campionato europeo 2012-14 terminò invece terzo, dietro Georgia e Romania. Ciò significò il passaggio della Russia alla fase finale delle qualificazioni per la Coppa del mondo 2015. Tuttavia, il 22 maggio Jones annunciò che si sarebbe ritirato dall'incarico dopo la partita di spareggio con la Germania. Jones fu sostituito da Raphaël Saint-André, fratello dell'ex collega a Sale Philippe Saint-André.
Nel frattempo fu chiamato da Lyn Jones per ruoli di consulenza tecnica per London Welsh e Dragons e di questi ultimi nel 2014, dopo l'esperienza russa, fu nominato capo-allenatore. La prima stagione in Pro12 terminò al non posto ma con la storica doppia vittoria sul Leinster. Il rapporto tra Jones e i Dragons durò fino al 2017 quando la Welsh Rugby Union non rilevò la franchigia e sostituì l'allenatore.
Rimasto alle dipendenze della WRU, nel settembre 2017 fu ingaggiato dalla federazione canadese come CT del Canada. L'esordio fu poco brillante ma al termine del girone di qualificazione staccò il biglietto per la Coppa del Mondo, battendo tutte e tre le rivali Hong Kong, Kenya e Germania.